# 박홍수 (조선)
박홍수(朴弘壽, 1814년 ~ 1901년)는 조선시대 후기의 문신이며 사후 의정부 참정에 추증되었다. 자(字)는 자범(子範), 호(號)는 진암(縝庵), 시호는 문단(文端)이다. 총리대신을 지낸 박제순의 아버지이며 박부양의 할아버지이다. 생전에는 음서로 관직에 올라서 벼슬이 장악원 주부에 이르렀으나, 사후 아들 박제순의 출세로 거듭 증직되어 의정부 참정에 추증되고 문단의 시호가 내려졌다. 본관은 반남이다.

## 이력
경기도 용인군 용인읍 상도촌 출신으로 증 이조참의(吏曹參議)에 추증되었다가 다시 가선대부(嘉善大夫) 의정부참찬(議政府參贊)으로 추증된 박종면(朴宗冕)의 아들이자 증 사복시정(司僕寺正)에 추증되었다가 다시 증 통정대부(通政大夫) 비서원승(祕書院丞)으로 추증된 박긍원(朴肯源)의 손자로 태어났다.
음보(蔭補)로 관직에 올라 감역, 장악원(掌樂院) 주부(主簿)에 이르렀고 사후 아들 박제순의 영달로 증 가선대부 이조참판(吏曹參判)에 증직되었다가 대한제국 수립 후 1900년 8월 자헌대부(資憲大夫) 내부대신(內部大臣)으로 추증되었다가 다시 의정부 참정(議政府參政)에 추증되고, 문단의 시호가 내려졌다.

## 가족
- 할아버지 : 박긍원(朴肯源)
  - 아버지 : 박종면(朴宗冕)
    - 부인 : 조경원(趙敬源)의 딸
      - 장남 : 박제일(朴齊一, 1835년 ~ ?)
      - 차남 : 박제성(朴齊盛, 1840년 ~ ?)
      - 삼남 : 박제순(朴劑純, 1858년 ~ 1916년)
      - 부인 : 고씨
        - 손자 : 박부양(朴富陽)
        - 손자 : 박이양(朴彝陽)

## 같이 보기
- 박제순
- 박부양
- 박영효
- 박규수